# Z města cesta
Z města cesta je dokument režiséra Tomáše Vorla z roku 2002, jenž navazuje na Vorlův film Cesta z města z roku 2000.

## Děj
Dokument režiséra Tomáše Vorla Z města cesta je pandán k jeho snímku Cesta z města z roku 2000, ve kterém režisér vyjadřuje svůj názor na moderní civilizační problémy ve prospěch klidného a zdravějšího života na venkově. Dokument obsahuje pět samostatných filmů o těchto protagonistech:

### Z města cesta trampa Kima
Kim vyráží vlakem do Berouna. Táboří v jeskyni a začíná mluvit o trampech. Povídá o tom, jak se po listopadu 1989 navrátil z emigrace a začal v Česku hledat ty pravé trampy. Místo toho ale narazil na kluky, kteří si o víkendu hrají na americké vojáky. Putuje krajinou českou v létě, v zimě. Najednou se zastaví v jednom z nejstarších trampských srubů, kde pobývá legenda banja a zpěvu, Marko Čermák. Kim dovolí, že mu kytaru může podepsat jen ten, kdo mu jí dokáže naladit. Marko k nim patří.

### Z města cesta Evy Holubové
Herečka Eva Holubová z Divadla Na Zábradlí sbírá houby se svými dětmi, Karolínou a Adamem a se psem Růženkou. Mluví s nimi o životě ve městě a na venkově. Chce po nich, aby si v sobě měly samostatnost, pokoru a sebeúctu. Sama herečka žila ve velkém, ale napůl opraveném stavění na venkově tři čtvrtě roku. Podle herečky vesničané v sobě sále nosí nějaký ten řád, který lidé z města postrádají.

### Z města cesta Petra Čtvrtníčka
Za nevlídného počasí přichází Petr Čtvrtníček v pražském přístavišti ke své chajdě, kterou nazývá "boudabót", kde má místnost s kamínky a kde údajně "garážuje" motorový člun. Herec si před pěti lety koupil svou první loď a začal žít život na vodě. Začíná povídat o svých lodích a jede na člunu kolem své ohromné touhy: velké zchátralé lodi.

### Z města cesta Jiřího Hrušky
Hruška ve snímku tahá se svými koňmi klády dříví v lese. Poté se v církevním obleku účastní procesí. Už jako malý byl ministrantem. Na to vzpomínají různí církevní činitelé. Dokonce to dotáhl tak daleko, že byl kostelníkem v hradčanském svatovítském chrámu. Údajně měl i svou „uniformu“, kterou si ještě občas obleče a střídá jí s oblečením kovboje. V něm se vydává na místo, kde dávno působil a zastaví se i u sochy sv. Václava. Hruška říká, že se po autohavárii musel stát agentem StB. Z tohoto důvodu odešel z města na venkov. Hlavní příčinou pádu jeho pádu na dno byl alkohol.

### Z města cesta Bolka Polívky
Oblíbený herec Bolek Polívka předvádí valašskou obdobu jógy, tzv. "joža". Ukazuje konírnu na své Olšanské farmě. Učí na jednom z koní jezdit i svého syna Vladimíra. Bolek mluví o tom, že podle stavu vesnice se dá lehce poznat stav státu. Splnil si svůj sen o vlastní farmě, kterou budoval od základů. Farma ale musí vydělávat. Vystupuje tu např. v hostujícím cirkuse.

## Zajímavosti
- Ve snímku jsou použity záběry z představení Grand manéž Bolka Polívky, Malý říjen Ladislava Smoljaka a Variace na chlast Bolka Polívky[1]
- Jedná se o první český film, který byl kromě 35mm vydán na nosičích Betacam, VHS kazetách a DVD discích. Ovšem za předpokladu, že bylo kino vybaveno velkoplošným dataprojektorem